# Ольшево-Борки
Ольшево-Боркі (пол. Olszewo-Borki) — село в Польщі, у гміні Ольшево-Борки Остроленцького повіту Мазовецького воєводства.
Населення — 2000 осіб (2011).
У 1975-1998 роках село належало до Остроленцького воєводства.

## Демографія
Демографічна структура станом на 31 березня 2011 року:
|          | Загалом | Допрацездатний вік | Працездатний вік | Постпрацездатний вік |
| -------- | ------- | ------------------ | ---------------- | -------------------- |
| Чоловіки | 1024    | 263                | 721              | 40                   |
| Жінки    | 976     | 203                | 670              | 103                  |
| Разом    | 2000    | 466                | 1391             | 143                  |